# Elecciones provinciales de Argentina de 2023
Las elecciones provinciales de Argentina de 2023 se refieren a la votación para designar a las autoridades ejecutivas y legislativas de la Ciudad Autónoma de Buenos Aires y en 21 de las 23 provincias, excepto Corrientes y Santiago del Estero, que eligieron a sus autoridades ejecutivas en 2021. El cronograma electoral comenzó a llevarse a cabo en febrero de 2023.
En un año electoral complicado por las crisis económica y las secuelas de la pandemia de Covid-19, que repercutió en la popularidad del gobierno nacional de Alberto Fernández y de varios mandatarios provinciales, casi la totalidad de las provincias, con la excepción de Buenos Aires, la Ciudad de Buenos Aires, Catamarca y Entre Ríos desfasaron sus elecciones provinciales de las elecciones presidenciales del 22 de octubre, lo que constituyó la mayor cantidad de desfases desde la restauración de la democracia. La provincia de Santa Cruz realizó sus elecciones provinciales al mismo tiempo que las elecciones primarias nacionales.
El complejo calendario provincial estuvo marcado por la derrota de los oficialismos de numerosas provincias, sobre todo encabezados por la coalición dirigida por el Partido Justicialista (a nivel nacional denominada Unión por la Patria). La entonces principal coalición opositora, Juntos por el Cambio (compuesta por la Unión Cívica Radical, Propuesta Republicana y una serie de partidos provinciales) logró imponerse o contribuir a la victoria de candidatos externos en varias provincias, convirtiéndose en la formación con mayor cantidad de provincias gobernadas y la primera vez desde la irrupción del peronismo en 1946 que más de la mitad de las gobernaciones electas no respondían al PJ. Esto implicó la ruptura de hegemonías electorales de larga data en varios distritos. Tres provincias gobernadas ininterrumpidamente por el mismo partido desde la restauración de la democracia en 1983 (Neuquén por el Movimiento Popular Neuquino y San Luis y Santa Cruz por el PJ) vieron un cambio de gobierno por medios electorales por primera vez (en el caso de Neuquén y Santa Cruz, desde su provincialización). El peronismo y sus aliados perdieron las gobernaciones de Chubut, San Juan y Entre Ríos después de 20 años, así como Chaco, después de 16 años. No obstante, retuvo la provincia de Buenos Aires (la más poblada del país y depositaria de un 40% del electorado) con la reelección de Axel Kicillof, Catamarca y Tucumán, y extendió hegemonías de 40 años en Formosa (donde Gildo Insfrán logró un inédito octavo mandato), La Pampa y La Rioja. Los aliados del PJ retuvieron Misiones y Tierra del Fuego, a la que se sumaría Santiago del Estero que había renovado autoridades en 2021. En la provincia de Córdoba (segunda más poblada) triunfó una expresión del PJ opuesta a la conducción nacional, integrante del frente Hacemos por Nuestro País del gobernador y candidato presidencial Juan Schiaretti.
Dentro de los partidos que integraban las distintas coaliciones opositoras, la Unión Cívica Radical retuvo las dos provincias que gobernaba (Jujuy y Mendoza) y sumó las gobernaciones de Santa Fe y Chaco, a la que se sumaría Corrientes que había renovado su gobernación en 2021. Con un total de cinco gobernadores, se constituyó la mayor cantidad de mandatarios provinciales radicales desde 2003. El PRO, por su parte, retuvo la jefatura de la Ciudad de Buenos Aires de la mano de Jorge Macri y sumó las gobernaciones de Entre Ríos y Chubut, la primera vez en su historia que el partido ganaba gobernaciones fuera del Área Metropolitana de Buenos Aires. En San Juan, San Luis y Santa Cruz triunfaron expresiones localistas apoyadas por JxC, con Marcelo Orrego, Claudio Poggi y Claudio Vidal. El resto de las gobernaciones fueron ocupadas por integrantes de partidos de carácter netamente provincial. El partido provincialista Juntos Somos Río Negro retuvo la gobernación de Río Negro con el retorno de Alberto Weretilneck (apoyado tanto por el PJ como por la UCR locales) y Gustavo Sáenz (del Partido Identidad Salteña) fue reelecto en Salta con el apoyo del gobierno nacional y el ministro de economía, Sergio Massa. En Neuquén el Movimiento Popular Neuquino perdió la gobernación después de 60 años de dominio electoral ante Rolando Figueroa, un disidente del partido apoyado por el PRO.
A pesar de los sucesivos triunfos provinciales de Juntos por el Cambio, en las elecciones presidenciales se dio la sorpresiva victoria de Javier Milei, de la coalición igualmente opositora La Libertad Avanza, en tanto que en las provincias y la ciudad de Buenos Aires no ganó ninguno de sus candidatos, lo que convirtió a esta elección en la primera en la historia del país en la que todos los gobernadores, electos, reelectos y en ejercicio son ajenos al espacio político del presidente electo.

## Cronograma
| Distrito                             | Fecha                    | Gobernador          | Partido  | Partido                        | Alianza nacional | Alianza nacional | Diputados | Senadores | Convencionales |
| ------------------------------------ | ------------------------ | ------------------- | -------- | ------------------------------ | ---------------- | ---------------- | --------- | --------- | -------------- |
| Buenos Aires (Ver detalle)           | 22 de octubre de 2023    | Axel Kicillof R     |          | Partido Justicialista          |                  | UP               | 46        | 23        | No elige       |
| Ciudad de Buenos Aires (Ver detalle) | 22 de octubre de 2023    | Jorge Macri         |          | Propuesta Republicana          |                  | JXC              | 30        | No elige  | No elige       |
| Catamarca (Ver detalle)              | 22 de octubre de 2023    | Raúl Jalil R        |          | Partido Justicialista          |                  | UP               | 20        | 8         | No elige       |
| Chaco (Ver detalle)                  | 17 de septiembre de 2023 | Leandro Zdero       |          | Unión Cívica Radical           |                  | JxC              | 16        | No elige  | No elige       |
| Chubut (Ver detalle)                 | 30 de julio de 2023      | Ignacio Torres      |          | Propuesta Republicana          |                  | JxC              | 27        | No elige  | No elige       |
| Córdoba (Ver detalle)                | 25 de junio de 2023      | Martín Llaryora     |          | Partido Justicialista          |                  | HxNP             | 70        | No elige  | No elige       |
| Corrientes                           | 11 de junio de 2023      | No elige            | No elige | No elige                       | No elige         | No elige         | 15        | 5         | No elige       |
| Entre Ríos (Ver detalle)             | 22 de octubre de 2023    | Rogelio Frigerio    |          | Propuesta Republicana          |                  | JxC              | 34        | 17        | No elige       |
| Formosa (Ver detalle)                | 25 de junio de 2023      | Gildo Insfrán R     |          | Partido Justicialista          |                  | UP               | 15        | No elige  | No elige       |
| Jujuy (Ver detalle)                  | 7 de mayo de 2023        | Carlos Sadir        |          | Unión Cívica Radical           |                  | JxC              | 24        | No elige  | 48             |
| La Pampa (Ver detalle)               | 14 de mayo de 2023       | Sergio Ziliotto R   |          | Partido Justicialista          |                  | UP               | 30        | No elige  | No elige       |
| La Rioja (Ver detalle)               | 7 de mayo de 2023        | Ricardo Quintela R  |          | Partido Justicialista          |                  | UP               | 18        | No elige  | 36             |
| Mendoza (Ver detalle)                | 24 de septiembre de 2023 | Alfredo Cornejo     |          | Unión Cívica Radical           |                  | JxC              | 24        | 19        | No elige       |
| Misiones (Ver detalle)               | 7 de mayo de 2023        | Hugo Passalacqua    |          | Partido de la Concordia Social |                  | Sin alianza      | 20        | No elige  | No elige       |
| Neuquén (Ver detalle)                | 16 de abril de 2023      | Rolando Figueroa    |          | Comunidad                      |                  | Sin alianza      | 35        | No elige  | No elige       |
| Río Negro (Ver detalle)              | 16 de abril de 2023      | Alberto Weretilneck |          | Juntos Somos Río Negro         |                  | Sin alianza      | 46        | No elige  | No elige       |
| Salta (Ver detalle)                  | 14 de mayo de 2023       | Gustavo Sáenz R     |          | Partido Identidad Salteña      |                  | Sin alianza      | 30        | 11        | No elige       |
| San Juan (Ver detalle)               | 2 de julio de 2023       | Marcelo Orrego      |          | Producción y Trabajo           |                  | JxC              | No elige  | No elige  | No elige       |
| San Luis (Ver detalle)               | 11 de junio de 2023      | Claudio Poggi       |          | Avanzar San Luis               |                  | JxC              | 21        | 5         | No elige       |
| Santa Cruz (Ver detalle)             | 13 de agosto de 2023     | Claudio Vidal       |          | SER                            |                  | Sin alianza      | 24        | No elige  | No elige       |
| Santa Fe (Ver detalle)               | 10 de septiembre de 2023 | Maximiliano Pullaro |          | Unión Cívica Radical           |                  | JxC              | 50        | 19        | No elige       |
| Tierra del Fuego (Ver detalle)       | 14 de mayo de 2023       | Gustavo Melella R   |          | FORJA                          |                  | UP               | 15        | No elige  | No elige       |
| Tucumán (Ver detalle)                | 11 de junio de 2023      | Osvaldo Jaldo       |          | Partido Justicialista          |                  | UP               | 49        | No elige  | No elige       |
| R: Reelecto                          |                          |                     |          |                                |                  |                  |           |           |                |

## Corrientes

Resultado de las elecciones a diputados y senadores provinciales por departamento

En la provincia de Corrientes se realizaron elecciones para elegir:
- 15 diputados, la mitad de los 30 miembros de la Cámara de Diputados Provincial, electos por toda la provincia.
- 5 senadores, un tercio de los 15 miembros del Senado Provincial, electos por toda la provincia.

### Cámara de Diputados
|  | 18,54 % |

|  | 5,71 % |

|  | 4,54 % |

|  | 3,82 % |

|  | 3,44 % |

|  | 3,36 % |

|  | 2,64 % |

|  | 2,35 % |

|  | 2,29 % |

|  | 2,06 % |

|  | 1,88 % |

|  | 1,42 % |

|  | 1,39 % |

|  | 1,32 % |

|  | 1,29 % |

|  | 1,23 % |

|  | 1,18 % |

|  | 1,11 % |

|  | 1,11 % |

|  | 0,98 % |

|  | 0,96 % |

|  | 0,83 % |

|  | 0,80 % |

|  | 0,76 % |

|  | 0,71 % |

|  | 0,65 % |

|  | 0,60 % |

|  | 0,56 % |

|  | 0,53 % |

|  | 0,01 % |

|  | 68,06 % |

|  | 9,10 % |

|  | 2,89 % |

|  | 2,02 % |

|  | 1,63 % |

|  | 1,33 % |

|  | 1,23 % |

|  | 1,14 % |

|  | 1,08 % |

|  | 0,85 % |

|  | 0,83 % |

|  | 0,79 % |

|  | 0,77 % |

|  | 0,72 % |

|  | 0,66 % |

|  | 0,64 % |

|  | 0,60 % |

|  | 0,60 % |

|  | 0,60 % |

|  | 0,58 % |

|  | 0,56 % |

|  | 0,01 % |

|  | 28,64 % |

|  | 0,85 % |

|  | 0,69 % |

|  | 0,57 % |

|  | 0,00 % |

|  | 2,11 % |

|  | 1,18 % |

|  | 92,31 % |

|  | 5,19 % |

|  | 2,50 % |

|  | 66,06 % |

|  | 100 % |

### Cámara de Senadores
|  | 18,64 % |

|  | 5,64 % |

|  | 4,51 % |

|  | 3,82 % |

|  | 3,44 % |

|  | 3,30 % |

|  | 2,56 % |

|  | 2,34 % |

|  | 2,28 % |

|  | 2,04 % |

|  | 1,88 % |

|  | 1,43 % |

|  | 1,38 % |

|  | 1,32 % |

|  | 1,30 % |

|  | 1,23 % |

|  | 1,18 % |

|  | 1,11 % |

|  | 1,11 % |

|  | 0,98 % |

|  | 0,96 % |

|  | 0,83 % |

|  | 0,80 % |

|  | 0,76 % |

|  | 0,71 % |

|  | 0,66 % |

|  | 0,60 % |

|  | 0,56 % |

|  | 0,53 % |

|  | 0,01 % |

|  | 67,91 % |

|  | 9,18 % |

|  | 2,89 % |

|  | 2,03 % |

|  | 1,63 % |

|  | 1,33 % |

|  | 1,23 % |

|  | 1,14 % |

|  | 1,09 % |

|  | 0,83 % |

|  | 0,83 % |

|  | 0,80 % |

|  | 0,78 % |

|  | 0,73 % |

|  | 0,66 % |

|  | 0,64 % |

|  | 0,61 % |

|  | 0,61 % |

|  | 0,61 % |

|  | 0,58 % |

|  | 0,57 % |

|  | 0,01 % |

|  | 28,78 % |

|  | 0,85 % |

|  | 0,69 % |

|  | 0,57 % |

|  | 0,00 % |

|  | 2,11 % |

|  | 1,19 % |

|  | 92,04 % |

|  | 5,10 % |

|  | 2,85 % |

|  | 66,06 % |

|  | 100 % |